# عيسى دراوي
عيسى دراوي. لاعب دولي سابق لمولودية الجزائر و شبيبة سكيكدة ونجم المنتخب الوطني الجزائري.

## سيرة
ولد عيسى دراوي في 30 جانفي سنة 1950 بمدينة الحروش، بدأ كرة القدم مع مدرسة شبيبة سكيكدة أشبال ولعب مع الشبيبة أكابر حتى 1972 انتقل إلى شباب قسنطينة موسما 1973 ثم إلى مولودية الجزائر حتى عام 1977، حاز مع فريق مولودية الجزائر على عدة ألقاب و كؤوس وطنية وإفريقية وإقليمية ليختار بعدها في نخبة الفريق الوطني ويلقب بغارينشا الجزائر، ليعود إلى شبيبة سكيكدة سنة 1977 حتى 1981.

## وفاته
في سنة 2006 عن عمر 56 سنة توفي بسبب أزمة قلبية أدخل على اثرها المستشفى، و بقي في المستشفى حتى وافته المنية وزامن هذا شهر نجاح ابنته الكبيرة في شهادة البكالوريا. 

## أنظر أيضا
- المنتخب الوطني الجزائري
- شبيبة سكيكدة
- شباب قسنطينة
- مولودية الجزائر

## وصلات خارجية
- بطروني: “دراوي يبقى دائما في قلوبنا” (النهار أونلاين)
- المولودية تتذكر المرحوم “دراوي” (ليكيب DZ)

### فديوهات إعلامية
- Aissa Draoui (Jubilé a Skikda 1994)عيسى دراوي على يوتيوب.
- إبداعات وأهداف الراحل عيسى دراوي رحمة الله عليه على يوتيوب.